# Episodi di Dalziel and Pascoe (quinta stagione)
Lista degli episodi della quinta stagione della serie televisiva Dalziel and Pascoe.
| N° | Titolo originale  | Titolo italiano | Prima TV UK    | Prima TV Italia |
| -- | ----------------- | --------------- | -------------- | --------------- |
| 1  | A Sweeter Lazarus |                 | 1º luglio 2000 | 31 maggio 2007  |
| 2  | Cunning Old Fox   |                 | 8 luglio 2000  | 31 maggio 2007  |
| 3  | Foreign Bodies    |                 | 15 luglio 2000 |                 |
| 4  | Above the Law     |                 | 22 luglio 2000 |                 |